# Série de pièces commémoratives américano-islandaises pour le millénaire de Leif Erikson
La série de pièces commémoratives américano-islandaises pour le millénaire de Leif Erikson répondent à une émission conjointe des États-Unis et de la République d'Islande pour commémorer le millénaire de la découverte du Nouveau Monde par l'explorateur viking Leif Erikson. 
Il s'agit de deux pièces d'argent aux caractéristiques métriques identiques, toutes deux produites par la Monnaie américaine à sa succursale de Philadelphie, avec des valeurs faciales d'un dollar et de 1 000 couronnes islandaises, respectivement.
Dix dollars de chaque pièce vendue de cette série sont alloués à la Fondation Leif Erikson, une collaboration entre l'université de Virginie et la Banque nationale d'Islande, afin de financer des échanges d'étudiants de troisième cycle entre les deux pays.

## Contexte
Leif Erikson est un explorateur nordique considéré comme le premier Européen à avoir mis le pied sur le continent américain, environ un demi-millénaire avant Christophe Colomb. Selon les sagas des Islandais, il aurait établi une colonie nordique à Vinland, généralement interprété comme étant la côte de l'Amérique du Nord. Il y a une spéculation selon laquelle la colonie établie correspond aux vestiges d'une colonie norvégienne découverte à Terre-Neuve, au Canada, appelée L'Anse aux Meadows, qui est occupée il y a environ 1 000 ans.

## Législation
La loi publique 106-126 enjoint au secrétaire au Trésor de frapper des pièces de monnaie en conjonction avec la frappe de pièces de monnaie par la République d'Islande en commémoration du millénaire de la découverte du Nouveau Monde par Leif Eriksson. Elle est approuvée par le Chambre le 16 novembre 1999 et par le Sénat le 19 novembre. Le 6 décembre elle est signée par la président Bill Clinton.

## Pièce de1 dollar

### Dessin
Sur l'avers de la pièce, une œuvre du graveur de la Monnaie des États-Unis, John Mercanti, reproduit un portrait de Leif Erikson de profil, dans le style des pièces traditionnelles islandaises, entouré de son nom en écriture latine, LEIF ERICSON, ainsi que des devises IN GOD WE TRUST et LIBERTY, traditionnelles sur les pièces américaines, avec la date d'emission,.
Le revers, conçu et gravé par T. James Ferrell, représente un navire viking classique à pleines voiles approchant du Nouveau Monde, avec Leif Eriksson à la barre. En haut apparaît la légende FOUNDER OF THE NEW WORLD (fondateur du Nouveau Monde) et en bas UNITED STATES OF AMERICA ; à gauche du navire se trouve la devise E PLURIBUS UNUM et à sa droite la valeur faciale en lettres, ONE DOLLAR,.

### Production et vente
La loi qui autorise l'émission de ces pièces commémoratives prévoit une frappe maximale de 500 000 exemplaires. La pièce est produite à la Monnaie de Philadelphie et l'émission est disponible à l'achat par la population du 21 juin 2000 au 28 février 2001,.
Sa production s'élève à 28 150 pièces dans sa version brillant universel et 144 748 en finition belle épreuve, ce qui totalise 172 898 exemplaires.
La pièce est commercialisée au prix de 32 dollars en version brillant universel et 37 dollars en version belle épreuve.

### Distinctions
Le dollar en argent du millénaire de Leif Eriksson est reconnu par le Prix de la Monnaie de l'Année 2002, décerné à la monnaie la plus historiquement significative et considérée comme la meilleure pièce émise dans le monde en 2000.

## Pièce de1 000 couronnesislandaises

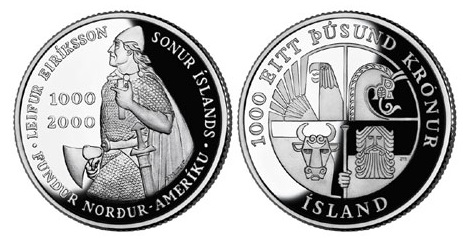
L'avers (à gauche) et le revers (à droite) de la pièce de 1000 couronnes islandaises Leif Erikson.

La pièce islandaise de cette série est également frappée à la Monnaie de Philadelphie, bien qu'elle ne porte pas de différent. Son tirage maximal autorisé était de 150 000 exemplaires, mais finalement, seuls 102 083 pièces sont frappés, toutes dans un état de qualité belle épreuve,.
L'avers de cette pièce est conçu par Throstur Magnusson et gravé par John Mercanti. Il présente un portrait d'Erikson réinterprété à partir de la statue créée par Alexander Stirling Calder, offerte en 1930 au gouvernement islandais par les États-Unis pour commémorer le millénaire du Parlement islandais. Il comprend les inscriptions  LEIFUR EIRÍKSSON SONUR ÍSLANDS / 1000 / 2000 / FUNDUR NORÐUR-AMERÍKU (Leif Erikson, fils d'Islande, fondateur de l'Amérique du Nord),.
Le revers, œuvre du même concepteur et du graveur T. James Ferrell, il se caractérise par une stylisation des quatre éléments intégrés dans les armoiries de l'Islande, également présents dans d'autres émissions de ce pays. Il s'agit des quatre esprits protecteurs traditionnels des points cardinaux du pays : le taureau Griðungur, l'aigle Gammur, le dragon Dreki et le géant Bergrisi. En haut, la légende indique la valeur faciale, 1 000 EITT ÞÚSUND KRÓNUR et en bas, le nom du pays émetteur, ÍSLAND,.